# Fluss-Schleimfisch
Der Fluss-Schleimfisch (Ichthyocoris fluviatilis, Syn.: Blennius fluviatilis, Salaria fluviatilis) gehört zur Familie der Schleimfische (Blenniidae) und ist im Mittelmeer und in Teilen des Atlantik anzutreffen. Anders als andere Arten der Schleimfische lebt er auch in Brackwasser und dringt in Mündungsbereiche von Flüssen ein.

## Merkmale
Der Fluss-Schleimfisch besitzt einen schlank langgestreckten und seitlich abgeflachten Körper, und wie alle Vertreter der Schleimfische hat er keine Schuppen. Er erreicht eine Körperlänge von bis zu 15 Zentimeter. Der Kopf mit dem endständigen Maul ist groß und besitzt eine steil abfallende Stirn, die Augen befinden sich weit oben liegend. Vor dem Augenvorderrand befindet sich jeweils ein kleiner, gegabelter Hauttentakel. Zur Laichzeit tragen die Männchen zusätzlich einen fleischigen Längskamm auf dem Kopf. Der Rücken ist olivbraun gefärbt, die Flanken sind braun bis gelblich und die Bauchfärbung ist weiß oder gelblich. Der Rücken und die Flanken sind meistens mit dunkelbraunen, verwaschenen Querbalken oder Marmorierungen gezeichnet.
Die Rückenflosse reicht vom Kopfansatz bis kurz vor den Übergang zur einteiligen Schwanzflosse und ist nicht eingebuchtet. Sie besteht aus 12 Hart- und 17 bis 18 Glieder- bzw. Weichstrahlen. Die fadenförmigen Bauchflossen sind kehlständig, liegen also vor den Brustflossen und bestehen aus einem harten und 2 bis 3 weichen Strahlen. Die Afterflosse besteht aus 2 Hartstrahlen und 15 bis 20 Weichstrahlen. Die Schwimmblase fehlt wie bei allen Schleimfischen.

## Verbreitung
Der Fluss-Schleimfisch ist im westlichen und nordöstlichen Mittelmeer sowie an der Atlantikküste zwischen Portugal und Marokko anzutreffen. Dabei kommt er im Meer sowie im Brackwasser der Mündungsbereiche von Flüssen vor und bildet als einzige europäische Schleimfischart stationäre Populationen im Süßwasser.

## Lebensweise
Fluss-Schleimfische leben am Bodengrund der Uferzone (Litoral) in Tiefen von etwa einem Meter, im Winter ziehen sie sich in tiefere Regionen zurück. Sie sind sowohl freischwimmend wie auch in Lückenverstecken anzutreffen. Die Fische fressen kleine wirbellose Bodentiere wie Kleinkrebse und Insektenlarven sowie kleinere Fische.
Sie laichen im Frühjahr und Sommer vom April bis zum Juli. Die Männchen locken in dieser Zeit die Weibchen mit Nickbewegungen in ihre Höhlen, damit diese hier die Eier ablegen. Die 1,0 bis 1,2 mm großen Eier klebt das Weibchen in Paketen an die Höhlendecke. Die Männchen bewachen und befächeln den Laich mehrerer Weibchen bis zum Schlupf (aktive Brutpflege) nach etwa 2 Wochen bei durchschnittlichen Wassertemperaturen von 20 °C. Jungfische leben meist gesellig, mit dem Alter werden sie jedoch zu revierbildenden und aggressiven Einzelgängern.